# ジャン＝バプティスト・ルニョー
ジャン＝バプティスト・ルニョー（Jean-Baptiste Regnault、1754年10月9日 - 1829年11月12日）は、フランスの画家である。

## 略歴
パリで生まれた。5年間ほど船員をしていたとされるが15歳でパリに戻り、画家のジャン・バルダン (1732-1809) の弟子となり、イタリアに同行した。ニコラ・ベルナール・レピシエ (1735-1784) やジョゼフ＝マリー・ヴィアン (1716-1809) の教えも受けた。1776年に、新進芸術家に贈られるローマ賞の1位を受賞した。ローマ賞の特典のローマ留学で在ローマ・フランス・アカデミーに滞在した時には、ローマ賞を受賞してローマに留学していたジャック＝ルイ・ダヴィッドやジャン＝フランソワ・ピエール・ペイロンと交流した。1781年までローマに滞在し、1782年に王立絵画彫刻アカデミーの会員に選ばれた。1787年からパリのクール・デュ・コメルスに住んだ。弟子にはルイ・ラフィット (Louis Lafitte) がいた。
神話や古代のテーマを描いていたが、フランス革命期の1795年のサロン・ド・パリに「自由か死か」と題した作品を出展した。
第一帝政下で、大作を描いた。1805年からパリの国立高等美術学校で無給で教えていたが、1807年2月にクレマン・ベル (Clément-Louis-Marie-Anne Belle: 1722-1806) の後継として国立高等美術学校の教授に任命された。この職はルニョーの没後、1829年にドミニク・アングルに引き継がれることになる。エコール・ポリテクニークの美術の教授も務め、1829年7月に男爵位を贈られた。パリで没した。
レジオンドヌール勲章（シュヴァリエ）を受勲した。

## 作品

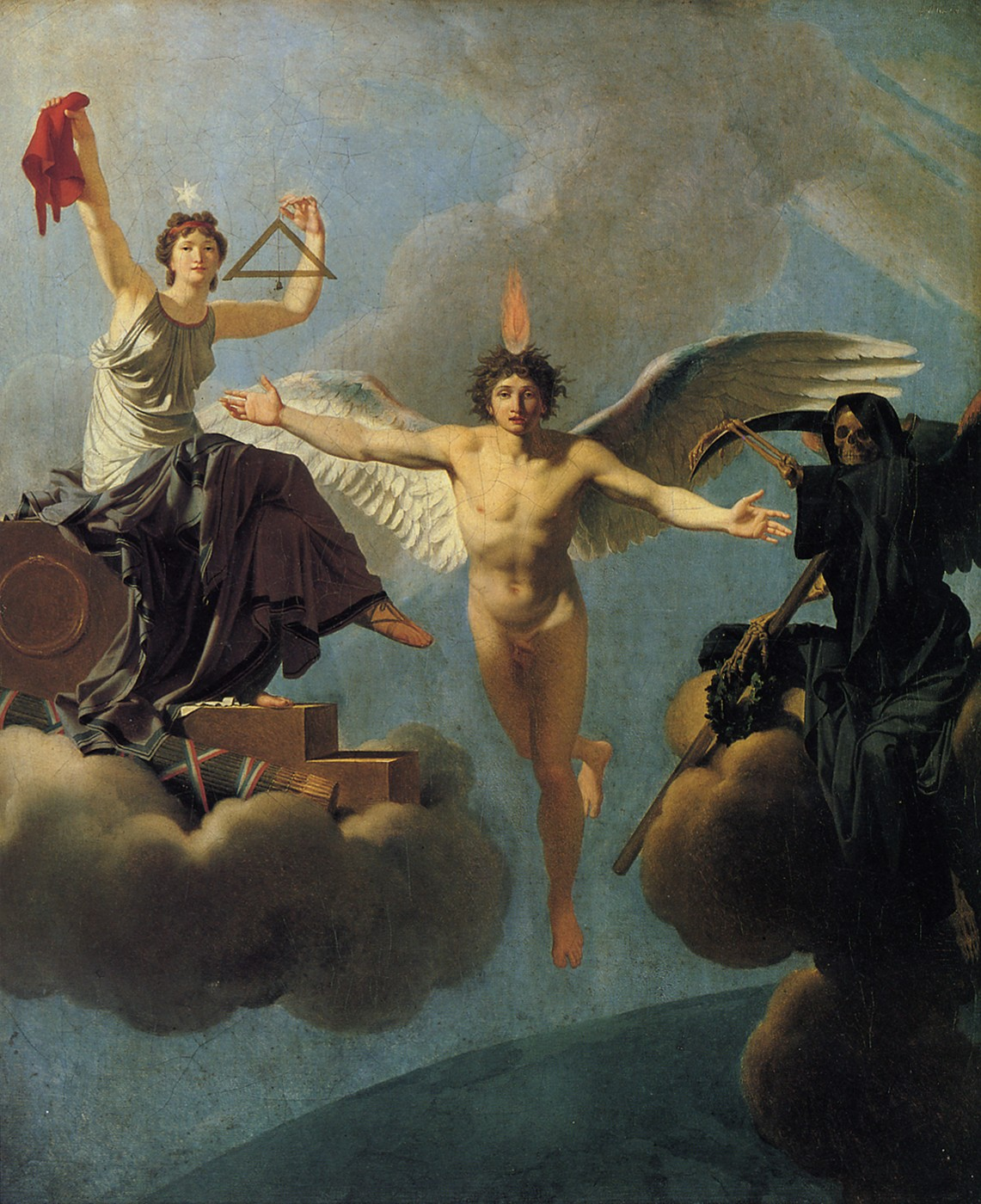
「自由か死か」 (1795)
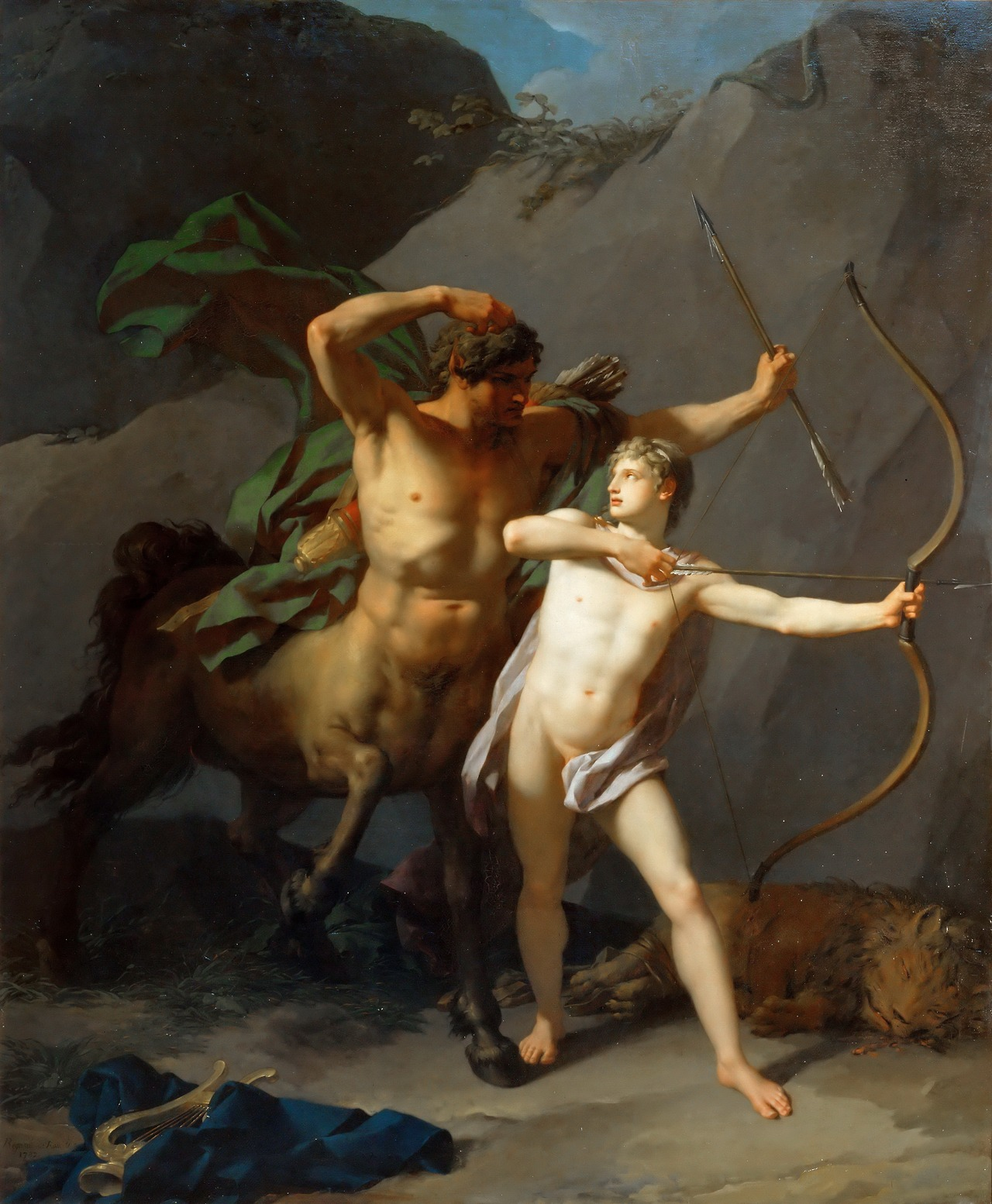
アキレウスを教えるケイローン (1782)
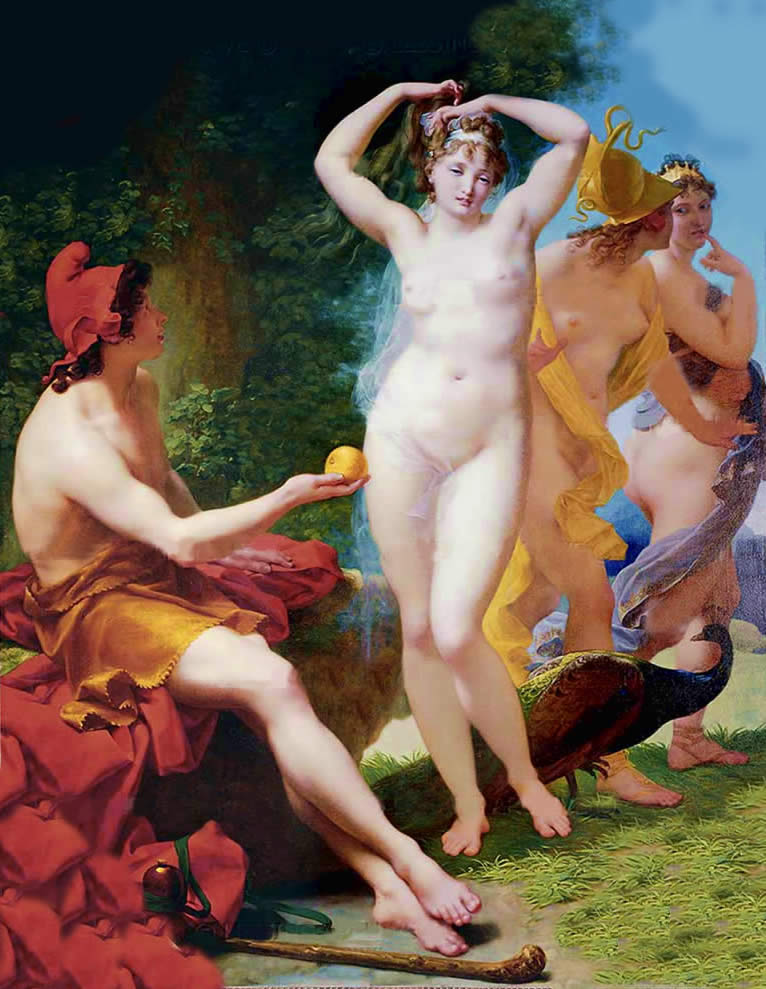
「パリスの審判」
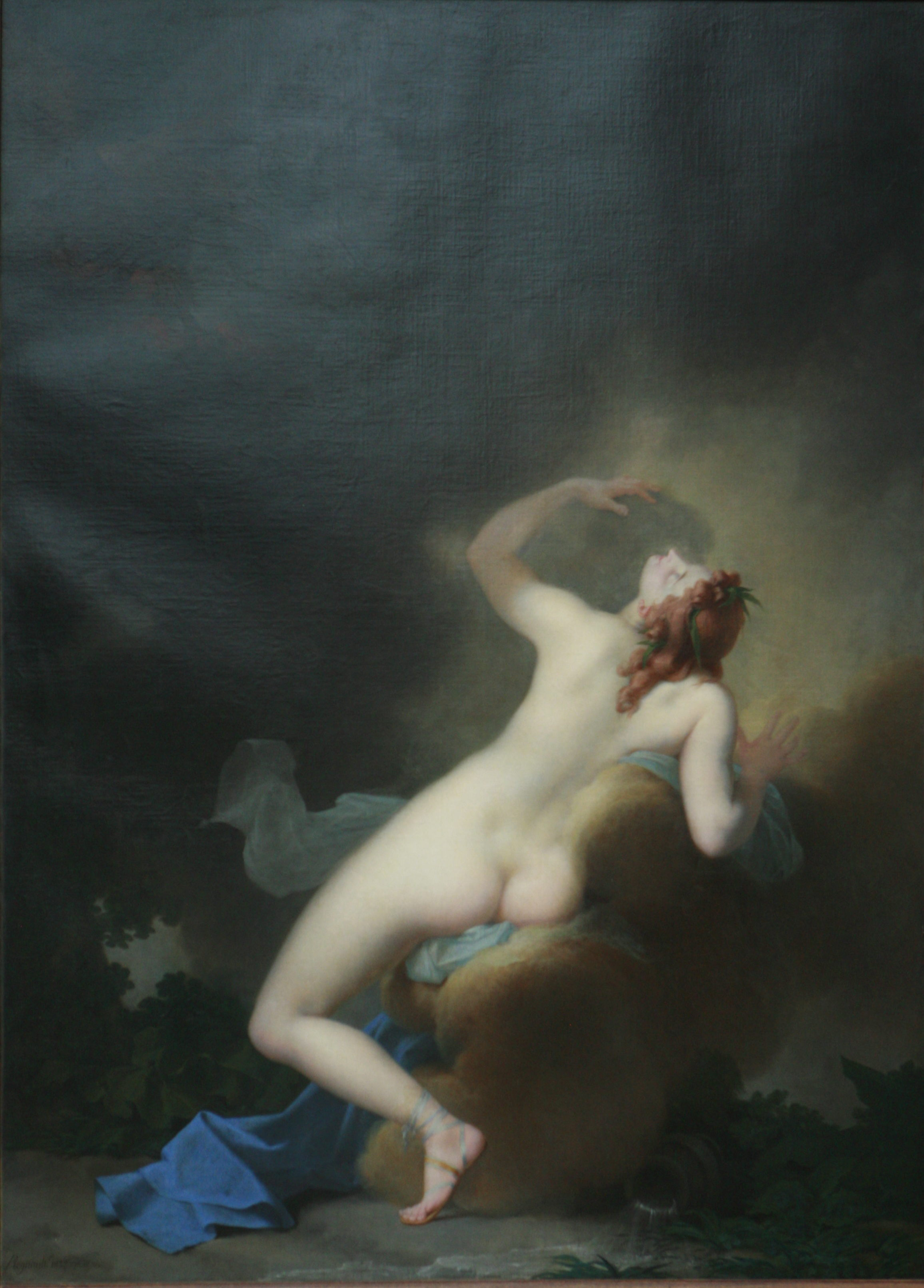
ユーピテル とイーオー

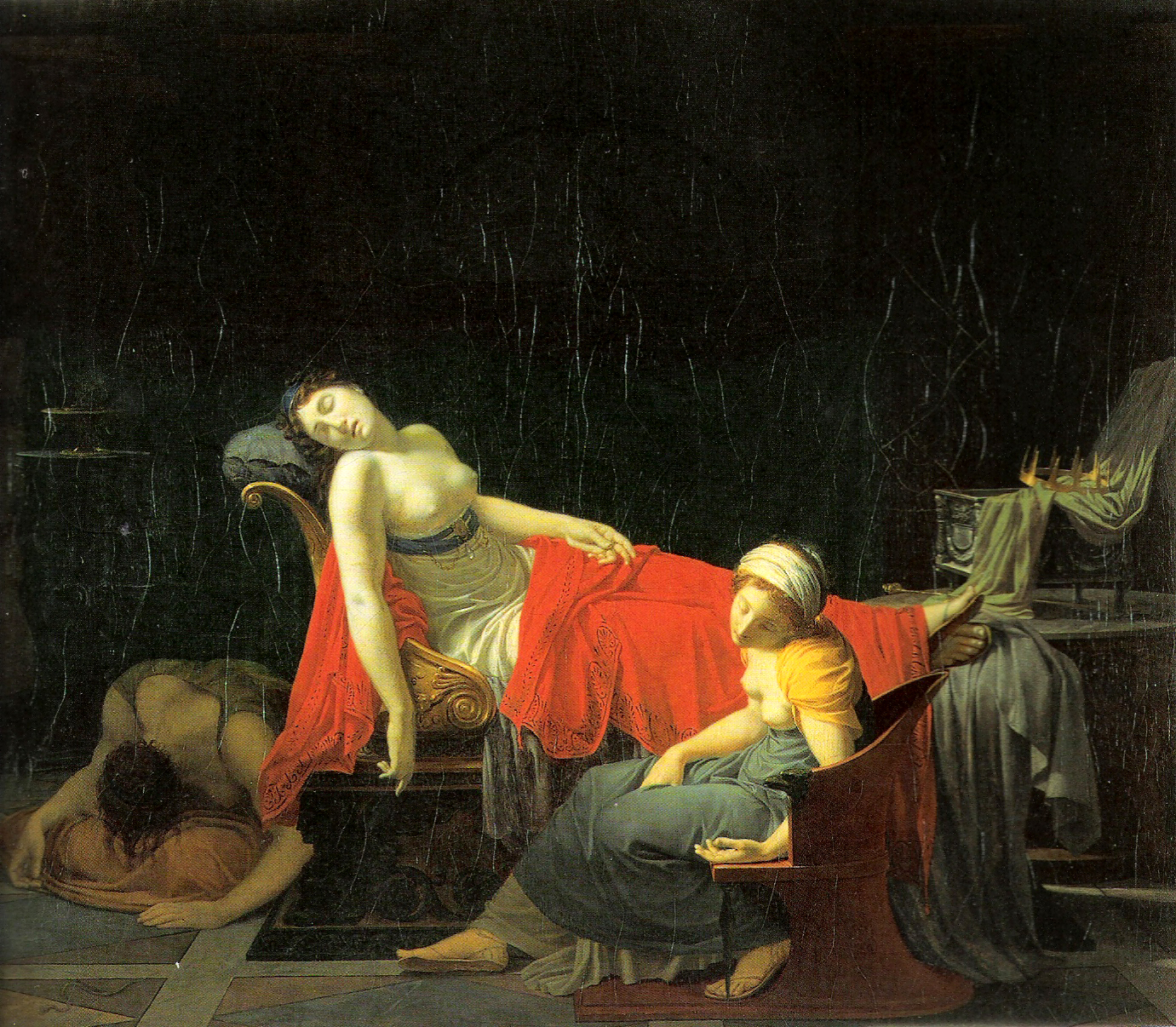
クレオパトラの死 (1799)
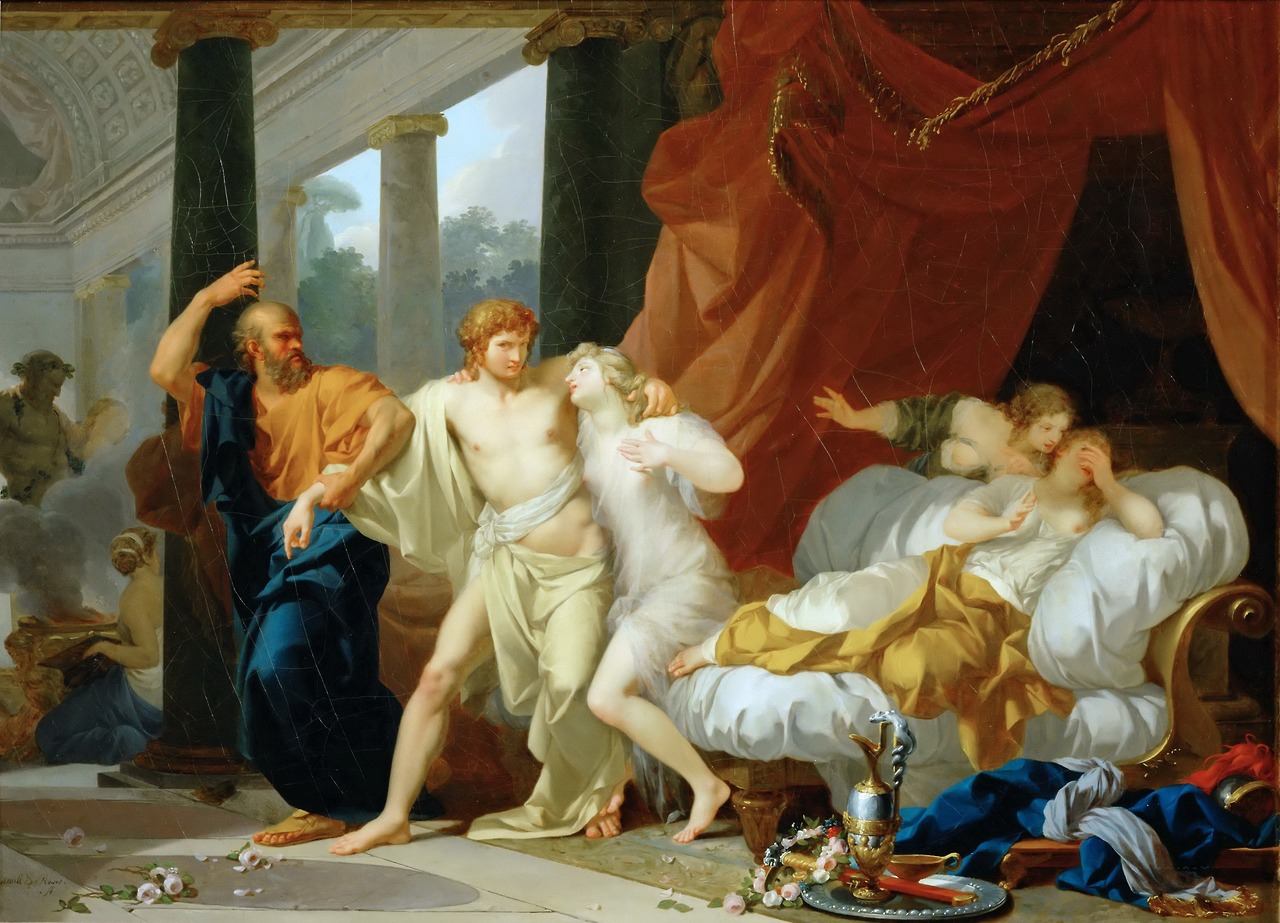
｢アルキビアデスを引き離すソクラテス｣(1791)
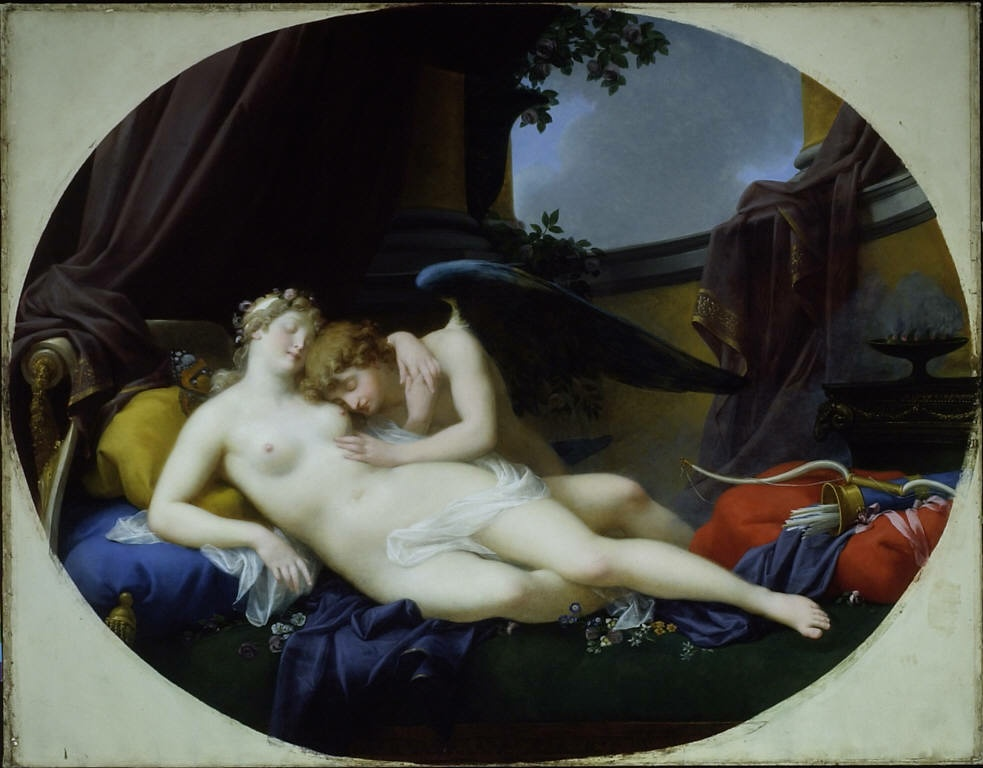
クピードーと プシュケー (1828)
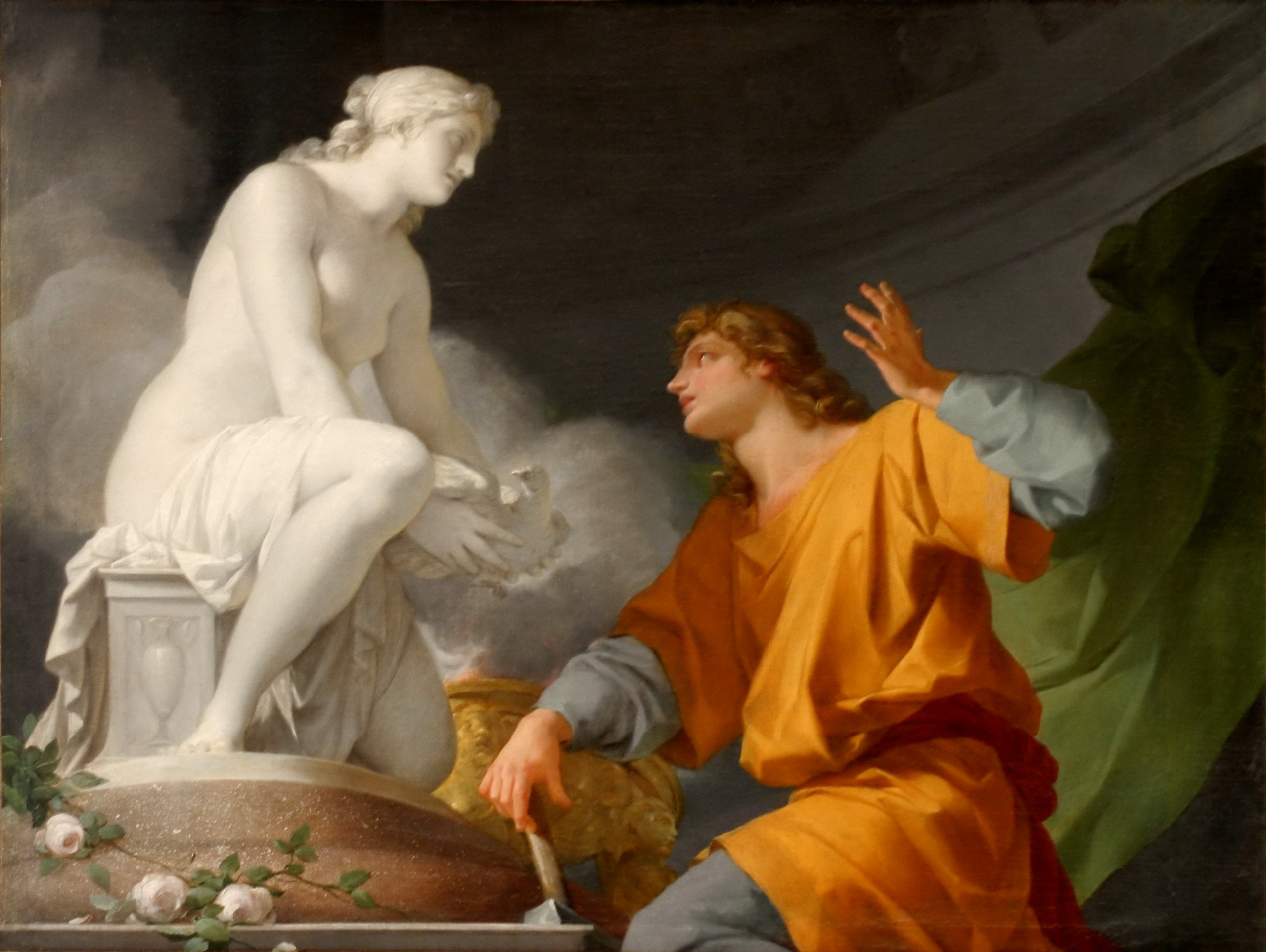
The Origin of Sculpture｢彫刻の起源｣ (1786)

## ルニョーの弟子
ルニョーに学んだ画家には次のような人物がいる。
- ロベール・ルフェーブル (1755-1830)
- ジャック・レアチュー (1760-1833)
- ピエール＝ナルシス・ゲラン (1774-1833)
- アンリエット・ロリミエ (1775-1854)
- ポーリーヌ・オーズー (1775-1835)
- ルイ・エルサン (1777-1860)
- フェルディナント・ヤーゲマン (1780-1820)
- メリー＝ジョゼフ・ブロンデル (en)(1781-1853)
- ジャン＝ヴィクトール・シュネッツ (1787-1870)
- フランソワ＝ガブリエル・レポール (1804-1886)